# 앞집 여자
《앞집 여자》는 2003년 7월 16일 ~ 2003년 8월 21일까지 방영된 MBC 수목드라마이다.

## 등장 인물
- 유호정 : 윤미연 역
- 손현주 : 김상태 역
- 진희경 : 김수미 역
- 이두일 : 이봉섭 역
- 변정수 : 애경 역
- 이병욱 : 동규 역
- 김성택 : 이정우 역
- 허영란 : 유정
- 이연경 : 은숙 역
- 김영옥
- 김인문
- 정대홍
- 이계인
- 이숙
- 박순천
- 오현섭
- 김영배
- 김승현
- 정기성 : 유승서 역
- 마준오
- 신동미
- 최자혜
- 김태현
- 이미선
- 천지윤
- 권오민
- 정혜선
- 강산 : 금동 역
- 유진수 : 나영 역